# Chris Chaney
Chris Chaney (Santa Monica, 14 giugno 1970) è un chitarrista e polistrumentista statunitense conosciuto per la sua collaborazione con Joe Satriani, nonché come membro dei Jane's Addiction e dei Methods of Mayhem; è inoltre un prolifico turnista.. Nel 2024 entra nella line up degli AC/DC.

## Biografia
A partire dal 1991 inizia a svolgere una significativa attività come turnista, collaborando con artisti quali Shakira, Beth Hart, Adam Lambert, Alanis Morissette, Avril Lavigne, Bryan Adams, Sara Bareilles, Gavin Degraw, Meat Loaf, Rob Zombie e Romeo Santos.
Mentre lavorava con Morissette, Chaney si è guadagnato la reputazione di bassista professionista versatile. Da allora ha registrato e/o fatto tour con un'ampia varietà di artisti. Il suo successivo lavoro di alto profilo è stato quello di sostituto a tempo pieno di Eric Avery nella reunion del 2002 dei Jane's Addiction, contribuendo all'album Strays. Ha poi formato la band The Panic Channel con i membri dei Jane's Addiction Dave Navarro e Stephen Perkins; il gruppo ha pubblicato l'album (ONe) nel 2006. 
Nel 2006 entra a far parte della band Taylor Hawkins and the Coattail Riders, formata da Taylor Hawkins dei Foo Fighters. Chaney e Hawkins avevano già lavorato insieme nella band di Morissette. Il gruppo ha pubblicato gli album Taylor Hawkins and the Coattail Riders nel 2006 e Red Light Fever nel 2010. Chaney è anche bassista della cover band Camp Freddy. Nel 2024 viene scelto da Angus Young degli AC/DC per sostituire al basso Cliff Williams nel Power Up Tour della band australiana.

## Stile e tecnica
Musicista duttile, è in grado di passare da ritmiche molto semplici ed essenziali (come ad esempio in gran parte dei brani di Satriani) a dimostrazioni di estremo virtuosismo; è tipico infatti suonare lunghi assoli che inframezzano i brani.
L'azienda produttrice di chitarre Fender ha creato una chitarra a suo nome.

## Discografia

### Solista
- 2008 - Too Tought to Die

### Con Joe Satriani
- 2018 – What Happens Next
- 2020 – Shapeshifting
- 2022 – The Elephants of Mars

### Con i jane's Addiction
- 2003 - Strays
- 2011 - The Great Escape Artist

### Methods of Mayheam
- 1999 - Methods of Mayhem

### Collaborazioni
- 1995 - Ironic - Alanis Morissette
- 1996 - You Learn - Alanis Morissette
- 2000 - Love Life - Warren Hill
- 2001 - Believer - Laura Dawn
- 2001 - Roll On - The Living End
- 2001 - The Sinister Urge - Rob Zombie
- 2002 - Christmas is Almost Here - Carly Simon
- 2003 - Different for Girls - Leslie Minns
- 2003 - Hotel Paper - Michelle Branch
- 2004 - Pictures from Home - John Gregory
- 2005 - Another Run Around the Sun - Ben Taylor